# Staatscommissie-Biesheuvel
De Staatscommissie-Biesheuvel was een Nederlandse commissie die op 17 mei 1982 werd ingesteld door het kabinet-Van Agt II. De commissie moest advies uitbrengen over vergroting van de kiezersinvloed op de beleidsvorming van de regering. Onderwerpen die zij bestudeerde waren de kabinetsformatie, het referendum en de benoeming van burgemeesters en commissarissen van de Koningin.

## Achtergrond
De Staatscommissie-Biesheuvel werd ingesteld naar aanleiding van de debatten die werden gevoerd rond de Grondwetsherziening van 1983. Vooral D66 en PvdA waren voorstander van veranderingen in het staatsbestel die gericht waren op vergroting van de invloed van de kiezers op de beleidsvorming. Het was hun wens dat het debat hierover zou worden voortgezet.

## Samenstelling
De commissie bestond uit twaalf leden, waarvan de voormalige minister-president Barend Biesheuvel de voorzitter was.
| Naam                              | Functie                         |
| --------------------------------- | ------------------------------- |
| Barend Biesheuvel                 | oud-minister-president          |
| Lucas Prakke                      | hoogleraar                      |
| Hans Franken                      | hoogleraar                      |
| Hans Gruijters                    | burgemeester                    |
| Erik Jurgens                      | oud-Tweede Kamerlid             |
| Annelien Kappeyne van de Coppello | oud-Tweede Kamerlid             |
| Constantijn Kortmann              | hoogleraar                      |
| A.B. Ringeling                    | hoogleraar                      |
| Jan Vis                           | Eerste Kamerlid en hoogleraar   |
| Jurn de Vries                     | journalist                      |
| Jan Kees Wiebenga                 | Eerste Kamerlid en burgemeester |
| Harry van Wijnen                  | journalist                      |
| C.F.G. de Menthon Bake            | ambtenaar                       |
| Matty de Bruijne                  | Gedeputeerde                    |

## Adviezen
In maart 1984 bracht de commissie verslag uit, maar de voorstellen hadden op dat moment nauwelijks invloed op het staatsbestel. Veel van de door de commissie gegeven adviezen waren twintig jaar later nog steeds onderwerp van discussie.

### Kabinetsformatie
De commissie kwam onder meer met een voorstel voor een snellere procedure voor de kabinetsformatie. Die procedure moest de volgende stappen bevatten:
- De Tweede Kamer draagt binnen een week na de verkiezingen aan de koningin een formateur voor;
- Als de formateur niet slaagt, moet binnen een week een nieuwe formateur worden voorgedragen;
- De formateur legt verantwoording af aan de Tweede Kamer en brengt verslag uit over zijn werkzaamheden.

De commissie stelde tevens een aantal gedragsregels voor:
- Regeerakkoorden moeten kort en bondig zijn;
- Staatssecretarissen worden pas gezocht na de benoeming van de ministers;
- Het kabinet legt binnen twee weken na het aantreden een regeringsverklaring af.

### Referendum en volksinitiatief
Om de invloed van burgers op de beleidsvorming te vergroten meende de Staatscommissie-Biesheuvel dat er naast het stelsel met gekozen volksvertegenwoordigers de mogelijkheden van referendum en volksinitiatief moesten komen.
Het door de commissie voorgestelde facultatief decisief corrigerend wetgevingsreferendum hield in dat door het parlement aanvaarde wetsvoorstellen op verzoek van een voldoende aantal kiesgerechtigden alsnog aan een referendum moesten kunnen worden onderworpen, waarbij de uitslag van dat referendum bindend zou zijn. Vraagstelling zou dan moeten zijn: bent u voor of bent u tegen het wetsvoorstel.
Het voorgestelde "volksinitiatief" hield in dat kiezers zelf een wetsvoorstel bij het parlement aanhangig moesten kunnen maken. Als het parlement het voorstel zou verwerpen of als de regering zou weigeren het voorstel uit te voeren, zou er alsnog een referendum over moeten worden gehouden.

### Benoeming van burgemeesters en Commissarissen van de Koningin
De Staatscommissie was verdeeld over de wijze van benoeming of verkiezing van burgemeesters en Commissarissen van de Koningin. Uiteindelijk heeft de commissie daar geen advies over gegeven.